# Feld (Reichshof)
Feld ist ein Ort von insgesamt 106 Ortschaften der Gemeinde Reichshof im Oberbergischen Kreis im nordrhein-westfälischen Regierungsbezirk Köln in Deutschland.

## Lage und Beschreibung
Feld liegt westlich der Wiehltalsperre, die nächstgelegenen Zentren sind Gummersbach (22 km nordwestlich), Köln (60 km westlich) und Siegen (44 km südöstlich).

## Geschichte

### Erstnennung
1467 wurde der Ort das erste Mal urkundlich erwähnt. „Hannes vom Velde ist Zeuge bei einem Grenzumgang (in der Arnold Mercator Karte 1575 und auch später heißt der Ort Konincks Vell).“
Die Schreibweise der Erstnennung war Velde.
| Bevölkerungsentwicklung | Bevölkerungsentwicklung |
| Jahr                    | Einwohner               |
| ----------------------- | ----------------------- |
| 1946                    | 75                      |
| 1991                    | 147                     |
| 2005                    | 169                     |
| 2006                    | 180                     |
| 2008                    | 188                     |
| 2017                    | 176                     |
| 2018                    | 176                     |
| 2019                    | 179                     |

## Kirchen
In Feld wurde 1956–57 die Kapelle Zur Heiligen Familie nach Plänen des Kölner Architekten Hans Schilling errichtet, sie gehört zur Pfarrei St. Mariä Himmelfahrt in Wiehl.

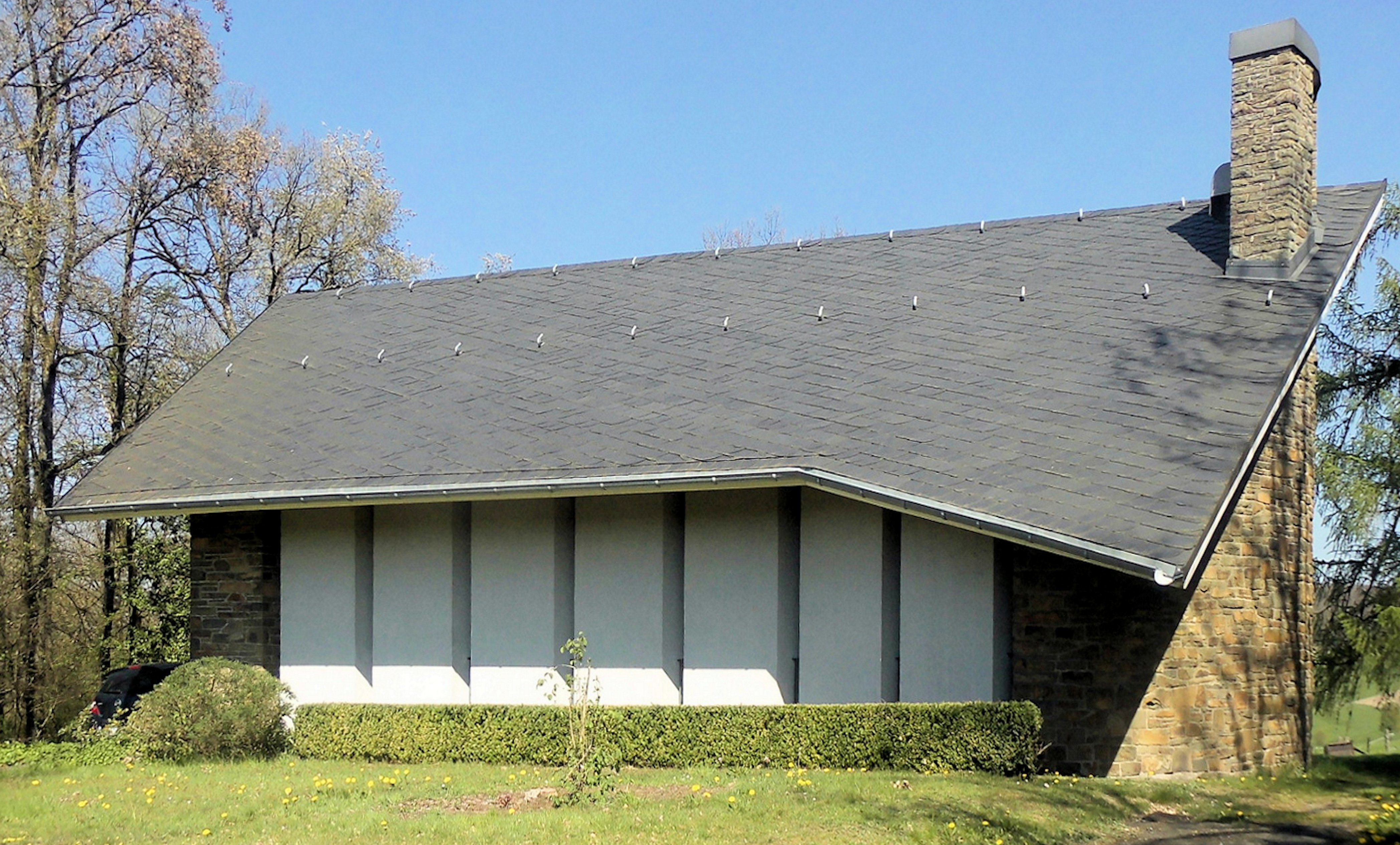
Kapelle Zur Heiligen Familie

## Freizeit

### Wander- und Radwege

#### Ortswanderwege
Der Ausgangspunkt des Rundwanderwegs Δ mit einer Länge von 10 Kilometern ist Reichshof-Feld und nimmt folgenden Verlauf:
Reichshof-Feld – Angfurten – Büttinghausen – Dreisbach – Reichshof-Mühlenschlade – Reichshof-Drespe – Umrundung Höhe 328,8 – östlich Reichshof-Heikausen – Reichshof-Feld